# Persone di cognome Fleming
| Questa pagina contiene informazioni ricavate automaticamente dalle voci biografiche con l'ausilio del template Bio e di un bot. L'aggiornamento è periodico e automatico e ricostruisce completamente la pagina. Se manca una persona in questa lista, sei pregato di non aggiungerla, ma accertati piuttosto che la sua voce biografica contenga il template Bio e che i dati anagrafici siano correttamente compilati. Se il template Bio manca, inseriscilo tu stesso o, in alternativa, metti l'avviso {{tmp\|Bio}} che ne segnala la mancanza. Se i dati riportati sono sbagliati, correggi direttamente la voce biografica; le modifiche saranno visibili in questa lista entro pochi giorni. Per chiarimenti vedi il progetto antroponimi. La lista contiene solo le 51 persone che sono citate nell'enciclopedia e per le quali è stato implementato correttamente il template Bio. Pagina aggiornata al 23 giu 2025. |

Questa è una lista di persone presenti nell'enciclopedia che hanno il cognome Fleming, suddivise per attività principale.

## Allenatori di calcio(1)
- Craig Fleming, allenatore di calcio, dirigente sportivo e ex calciatore inglese (Halifax, n. 1971)

## Allenatori di pallacanestro(1)
- Chris Fleming, allenatore di pallacanestro e ex cestista statunitense (Forked River, n. 1970)

## Ammiragli(2)
- Clas Fleming, ammiraglio svedese (Askainen, n. 1592 - Kiel, † 1644)
- Klaus Fleming, ammiraglio finlandese (Parainen, n. 1535 - Pohja, † 1597)

## Arbitri di rugby a 15(1)
- Jim Fleming, arbitro di rugby a 15 britannico (Edimburgo, n. 1951)

## Astronome(1)
- Williamina Fleming, astronoma britannica (Dundee, n. 1857 - Boston, † 1911)

## Attori(1)
- Eric Fleming, attore statunitense (Santa Paula, n. 1925 - Tingo Maria, † 1966)

## Attrici(4)
- Cailey Fleming, attrice statunitense (Picayune, n. 2007)
- Erin Fleming, attrice canadese (New Liskeard, n. 1941 - Los Angeles, † 2003)
- Ethel Fleming, attrice statunitense (Ohio, n. 1890 - Miami, † 1965)
- Susan Fleming, attrice statunitense (New York City, n. 1908 - Rancho Mirage, † 2002)

## Batteristi(1)
- Blake Fleming, batterista statunitense

## Bobbiste(1)
- Valerie Fleming, bobbista statunitense (San Francisco, n. 1976)

## Calciatori(6)
- Charlie Fleming, calciatore scozzese (Blairhall, n. 1927 - Edimburgo, † 1997)
- Curtis Fleming, ex calciatore e allenatore di calcio irlandese (Manchester, n. 1968)
- Gary Fleming, ex calciatore nordirlandese (Derry, n. 1967)
- Harold Fleming, calciatore inglese (Downton, n. 1887 - † 1955)
- Jim Fleming, calciatore scozzese (Fishcross, n. 1942 - † 2020)
- Jimmy Fleming, calciatore scozzese (Glasgow, n. 1901 - East Kilbride, † 1969)

## Calciatrici(1)
- Jessie Fleming, calciatrice canadese (London, n. 1998)

## Canottieri(1)
- Philip Fleming, canottiere britannico (Newport-on-Tay, n. 1889 - Woodstock, † 1971)

## Cantanti(1)
- Joy Fleming, cantante tedesca (Rockenhausen, n. 1944 - Sinsheim-Hilsbach, † 2017)

## Cestisti(3)
- Al Fleming, cestista statunitense (Chicago, n. 1954 - Michigan City, † 2003)
- Ed Fleming, cestista e allenatore di pallacanestro statunitense (Pittsburgh, n. 1933 - Greensburg, † 2002)
- Vern Fleming, ex cestista e allenatore di pallacanestro statunitense (New York, n. 1962)

## Doppiatori(1)
- Shaun Fleming, doppiatore, attore e musicista statunitense (Westlake Village, n. 1987)

## Giocatori di football americano(3)
- Cameron Fleming, giocatore di football americano statunitense (Fort Hood, n. 1992)
- Don Fleming, giocatore di football americano statunitense (Bellaire, n. 1937 - Winter Park, † 1963)
- Jamell Fleming, giocatore di football americano statunitense (Edinburg, n. 1989)

## Inventori(2)
- John Ambrose Fleming, inventore e ingegnere britannico (Lancaster, n. 1849 - Sidmouth, † 1945)
- Sandford Fleming, inventore e ingegnere canadese (Kirkcaldy, n. 1827 - Halifax, † 1915)

## Librettisti(1)
- Carroll Fleming, librettista e regista statunitense (Lexington, n. 1865 - New York, † 1930)

## Medici(1)
- Alexander Fleming, medico, biologo e farmacologo scozzese (Darvel, n. 1881 - Londra, † 1955)

## Militari(1)
- Richard Eugene Fleming, militare e aviatore statunitense (Saint Paul, n. 1917 - battaglia delle Midway, † 1942)

## Modelle(1)
- Nancy Fleming, ex modella statunitense (Montague, n. 1942)

## Musicisti(1)
- Don Fleming, musicista e produttore discografico statunitense (Valdosta, n. 1957)

## Naturalisti(1)
- John Fleming, naturalista, zoologo e geologo britannico (Bathgate, n. 1785 - Edimburgo, † 1857)

## Nobili(1)
- Seymour Fleming, nobile britannica (Middlesex, n. 1758 - Passy, † 1818)

## Pattinatrici artistiche su ghiaccio(1)
- Peggy Fleming, ex pattinatrice artistica su ghiaccio statunitense (San Jose, n. 1948)

## Poeti(1)
- Paul Fleming, poeta e fisico tedesco (Hartenstein, n. 1609 - Amburgo, † 1640)

## Politici(3)
- Francis Philip Fleming, politico statunitense (Jacksonville, n. 1841 - Jacksonville, † 1908)
- Osbourne Fleming, politico anguillano (Anguilla, n. 1940)
- William Fleming, politico e militare statunitense (Jedburgh, n. 1729 - † 1795)

## Registi(1)
- Andrew Fleming, regista, sceneggiatore e attore statunitense (n. 1963)

## Scrittori(1)
- Peter Fleming, scrittore, giornalista e militare britannico (Londra, n. 1907 - Glencoe, † 1971)

## Scrittrici(1)
- Joan Fleming, scrittrice britannica (Horwich, n. 1908 - Londra, † 1980)

## Soprani(1)
- Renée Fleming, soprano statunitense (Indiana, n. 1959)

## Tennisti(2)
- Colin Fleming, ex tennista britannico (Broxburn, n. 1984)
- Peter Fleming, ex tennista e allenatore di tennis statunitense (Chatham Borough, n. 1955)

## Velocisti(1)
- Joseph Fleming, velocista statunitense (St. Louis, n. 1883 - St. Louis, † 1960)

## Vescovi cattolici(1)
- Jeffrey Michael Fleming, vescovo cattolico statunitense (Billings, n. 1966)